# Reynsatindur
Reynsatindur è una montagna alta 676 metri sul mare situata sull'isola di Vágar, nell'arcipelago delle Isole Fær Øer, in Danimarca.

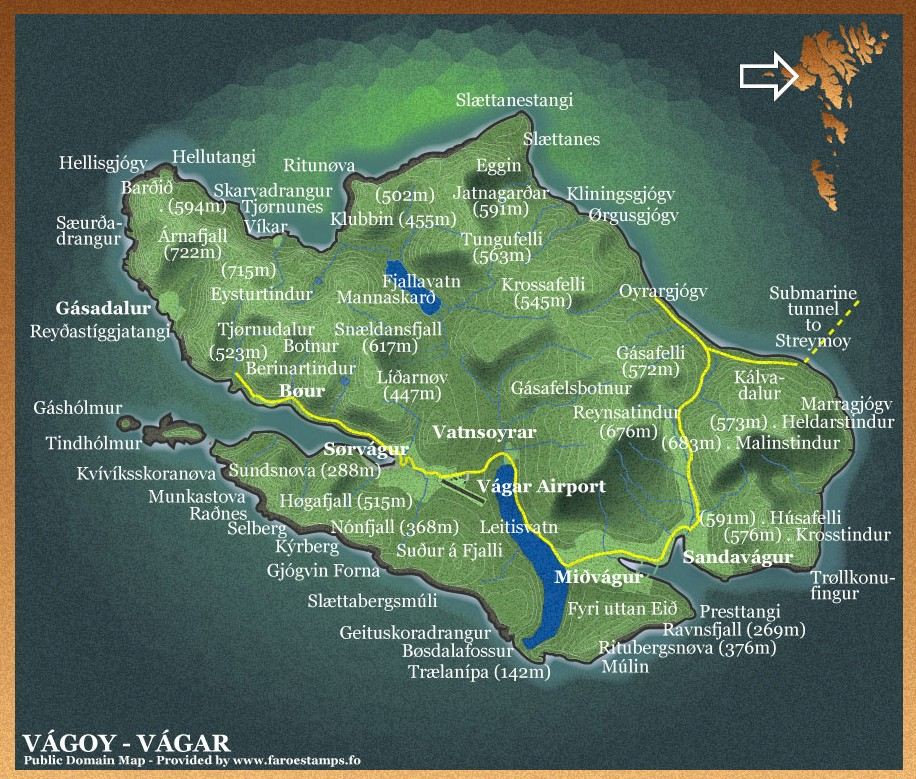
isola di Vágar, mappa delle località e delle alture